# Ma santé 2022
« Ma santé 2022, un engagement collectif » est une réforme du système de santé français qui se concrétise le 24 juillet 2019 par l'adoption de la loi relative à l'organisation et à la transformation du système de santé, portée par la ministre de la santé Agnès Buzyn. 
Emmanuel Macron la regrette un an plus tard, en fin de pandémie de Covid-19. Il fait des propositions, jugées décevantes, à l'issue du «  Ségur de la santé ».

## Genèse
La loi est annoncée par le président de la République Emmanuel Macron en septembre 2018. Elle est annoncée comme devant restructurer le système de santé « pour les cinquante années à venir ». Un de ses objectifs était de lutter contre les déserts médicaux. Il s'agissait également de créer des « assistants médicaux » pour épauler les médecins, et réorganiser les activités hospitalières,,,.

## Contenu

### Recrutement du personnel médical
La loi prévoit la fin en 2020 du numerus clausus limitant le nombre d’étudiants admis en deuxième année de médecine, dentaire, pharmacie et maïeutique.
Afin de lutter contre les déserts médicaux, elle instaure l'obligation pour les facultés et Agences régionales de santé de trouver des terrains de stages en priorité dans les territoires en tension. Elle facilite également le recrutement de professionnels étrangers. 
Elle crée des assistants médicaux pour épauler les médecins.

### Réorganisation des hôpitaux
La loi réorganise les hôpitaux. Elle prévoit la labellisation de centaines d'« hôpitaux de proximité » recentrés sur la médecine générale, la gériatrie et la réadaptation. Les CHU et centres hospitaliers de référence sont chargés en priorité des soins hyper spécialisés. Les soins les plus simples sont assurés par les médecins généralistes.
Les médecins devront se réunir dans une structure de coordination, les Communautés Professionnelles Territoriales de Santé, afin d'assurer un traitement plus rapide des patients.

### Autres
Elle confère aux pharmaciens l'autorisation de délivrer dans certaines conditions des médicaments normalement sous ordonnance.
Elle remplace l'Institut national des données de santé par la Plateforme des données de santé, avec la création pour tous les patients d'ici 2022 d'un espace numérique personnel - Mon espace santé.
Dès 2019, la loi de financement de la Sécurité sociale prévoit entre 60M€ et 300M€ supplémentaires pour financer les hôpitaux.
Elle incite au développement de la télémédecine,,.

## Réception
La période d'examen de la loi est marquée par un mouvement de grève de grande ampleur, débuté en mars 2019, qui dénonce la dégradation des conditions de travail dans les services d'urgences,. Agnès Buzyn répond à la crise en annonçant sa propre loi, et fustige « la préoccupation purement salariale alors que [l'hôpital public] dysfonctionne ».
La Commission nationale de l'informatique et des libertés exprime une inquiétude quant à l'utilisation de serveurs Microsoft pour héberger les données de santé françaises, car cela les soumet de jure au droit étasunien.

## Postérité
Deux ans après les premières annonces, au moment de la pandémie de Covid-19, Emmanuel Macron reconnait une « erreur de stratégie », estimant que cette loi « ne portait pas assez de sens » et avait « un rapport au temps et une ampleur qui n’étaient pas du tout suffisants par rapport à l’état où était l’hôpital ». Il veut « aller plus vite » pour mettre fin à la paupérisation des personnels soignants, et annonce  la mise en chantier d'un « plan massif » pour l’hôpital public, initié le 25 mai 2020 par un « Ségur de la santé », promettant de rediscuter les rémunérations, les temps de travail, l'organisation ville-hôpital, mais pas la hausse des effectifs. Le patron de l’AP-HP Martin Hirsch rappelle la longue grève des urgences en 2019 et demande à « passer à un système stable où tout le monde se reconnaîtra ».
Le 29 juin 2020, le gouvernement propose une enveloppe de 300 millions d’euros pour revalorisation salariale des 100 000 personnels médicaux hospitaliers, les médecins parlent de « trahison »,; le plan prévoit finalement 8,1 milliards d’euros pour revaloriser les salaires et les carrières des personnels hospitaliers, et 33 autres mesures,.
En 2022, les sénateurs font un bilan sévère du Ségur de la santé, et pour répondre au découragement des personnels, proposent contre l'avis du gouvernement l’instauration de ratios de patients par soignant, et de remettre en cause le principe décrié de la tarification à l’activité. À l'approche de l'été, les services d'urgences hospitalières traversent une crise sans précédent, qui fait annoncer à Emmanuel Macron le lancement d’une « mission d’information ».